# 라즈베리필드
라즈베리필드(영어: Raspberry Field)는 2007년에 결성된 대한민국의 그룹이다. 구성원은 소이다. 2010년 7월 16일 《토요일 오후에》로 데뷔하였다. 비틀즈의 〈스트로베리 필즈 포에버(Strawberry fields forever)〉라는 노래에서 영감을 받아 '라즈베리 필드(Raspberry field)'라는 이름을 짓게 되었다. 원래 결성 당시에는 혼성 2인조 밴드로 활동하였으나, 프로듀서 겸 기타리스트 ‘장준선’의 탈퇴로 새로운 멤버 영입 없이 ‘소이’ 혼자 1인 여성 밴드 형태로 활동하게 되었다.

## 구성원

### 소이
- 본명: 김소연
- 출생: 1980년 11월 24일(44세)
- 성별: 여성
- 별자리: 사수자리
- 띠: 원숭이띠
- 신체: 162cm, 42kg
- 데뷔: 1999년 티티마 1집 앨범 《In The Sea》
- 좌우명: 하나님 안에서 하나님 뜻대로 살자
- 종교: 개신교
- 좋아하는 음식: 회초밥, 파스타, 떡볶이

## 앨범

### 토요일 오후에
- 앨범 타입 : 싱글
- 발매일 : 2010년 7월 16일
- 장르 : 락, 발라드
- 타이틀 : 토요일 오후에
- 수록곡 :

```
1. 토요일 오후에
2. 3月(Feat. 조규찬)
3. Wanna Be Loved (Bonus Track)
4. 토요일 오후에 (Inst.)

```

### 본 적 있나요...? (Have You Seen?)
- 앨범 타입 : 싱글
- 발매일 : 2010년 10월 22일
- 장르 : 락
- 타이틀 : 본 적 있나요...? (Have You Seen?)
- 수록곡 :

```
1. 본 적 있나요...? (Have You Seen?)
2. 호밀밭의 파수꾼(Piano Feat. 강민국)
3. Perfect Reason (2008 Demo Version)
4. 본 적 있나요...? (Have You Seen?) (Inst.)

```

### 있잖아,
- 앨범 타입 : 싱글
- 발매일 : 2011년 7월 5일
- 장르 : 락
- 타이틀 : 있잖아, (Feat. 김영우 of Sweet Sorrow)
- 수록곡 :

```
1. 있잖아, (Feat. 김영우 of Sweet Sorrow)
2. She was right

```

### Can You
- 앨범 타입 : 싱글
- 발매일 : 2012년 12월 20일
- 장르 : 포크
- 타이틀 : Can You (Korean Version) (Feat. 조규찬)
- 수록곡 :

```
1. Can You (duet with Hosomi Takeshi)
2. Can You (Korean Version) (Feat. 조규찬)

```

### Sweet & Bitter
- 앨범 타입 : 정규
- 발매일 : 2013년 1월 17일
- 장르 : 락
- 타이틀 : 처음 만난 자유
- 수록곡 :

```
1. Sweet & Bitter
2. 처음 만난 자유
3. Can You (duet with Hosomi Takeshi)
4. Lullaby
5. My J Boy
6. 있잖아, (Without Him Version)
7. 토요일 오후에 (Mars Version)
8. 149
9. She Was Right (Liverpool Version)
10. Away From You
11. Beautiful Collision
12. Can You (Korean Version) (Feat. 조규찬)

```

### A Summer In Raspberry Field Part 1 `What A Feeling`
- 앨범 타입 : 싱글
- 발매일 : 2013년 7월 18일
- 장르 : 락
- 타이틀 : What a Feeling
- 수록곡 :

```
1. What a Feeling

```

### A Summer In Raspberry Field Part 2 `시간여행자`
- 앨범 타입 : 싱글
- 발매일 : 2013년 8월 28일
- 장르 : 락
- 타이틀 : 시간여행자
- 수록곡 :

```
1. 시간여행자

```

### 꿈, 틀
- 앨범 타입 : 싱글
- 발매일 : 2015년 4월 24일
- 장르 : 인디
- 타이틀 : 청춘열차
- 수록곡 :

```
1. 스물셋, 봄
2. 청춘열차
3. What A Feeling
4. 시간여행자
5. 스물셋, 봄 (Radio Edit)
6. 스물셋, 봄 (Inst.)
7. 청춘열차 (Inst.)

```

### John
- 앨범 타입 : 싱글
- 발매일 : 2016년 6월 17일
- 장르 : 락
- 타이틀 : John
- 수록곡 :

```
1. John (Feat. 이요한 John Rhee)
2. John (Inst.)

```

### 그저 그런 여름날들
- 앨범 타입 : 싱글
- 발매일 : 2016년 8월 24일
- 장르 : 인디
- 타이틀 : 그저 그런 여름날들
- 수록곡 :

```
1. 그저 그런 여름날들
2. 그저 그런 여름날들 (Inst.)

```

### 서른 너머
- 앨범 타입 : 싱글
- 발매일 : 2017년 8월 11일
- 장르 : 인디
- 타이틀 : 서른 너머
- 수록곡 :

```
1. 서른 너머 (Feat. Jimmy Lee)
2. 서른 너머 (Inst.)

```

## 활동

### 에버그린 뮤직 페스티벌
- 장르: 콘서트
- 일시: 2011/10/22 ~ 2011/10/23 (라즈베리필드는 23일에 참여했다.)
- 장소: 난지도 한강공원

### 어나더 플레이스
- 장르: 콘서트
- 일시: 2011/12/25
- 장소: 올림픽공원내 올림픽홀 뮤즈라이브

### 2012 레인보우 아일랜드
- 장르: 콘서트
- 일시: 2012/06/09 ~ 2012/06/10 (라즈베리 필드는 9일에 참여했다.)
- 장소: 남이섬

### 2013 레인보우 아일랜드
- 장르: 콘서트
- 일시: 2013/06/07 ~ 2013/06/09 (라즈베리 필드는 8일에 참여했다.)
- 장소: 남이섬

### 2013 지산 월드 락 페스티벌
- 장르: 콘서트
- 일시: 2013/08/02 ~ 2013/08/04 (라즈베리 필드는 3일에 참여했다.)
- 장소: 지산 포레스트 리조트